# Loch Bracadale

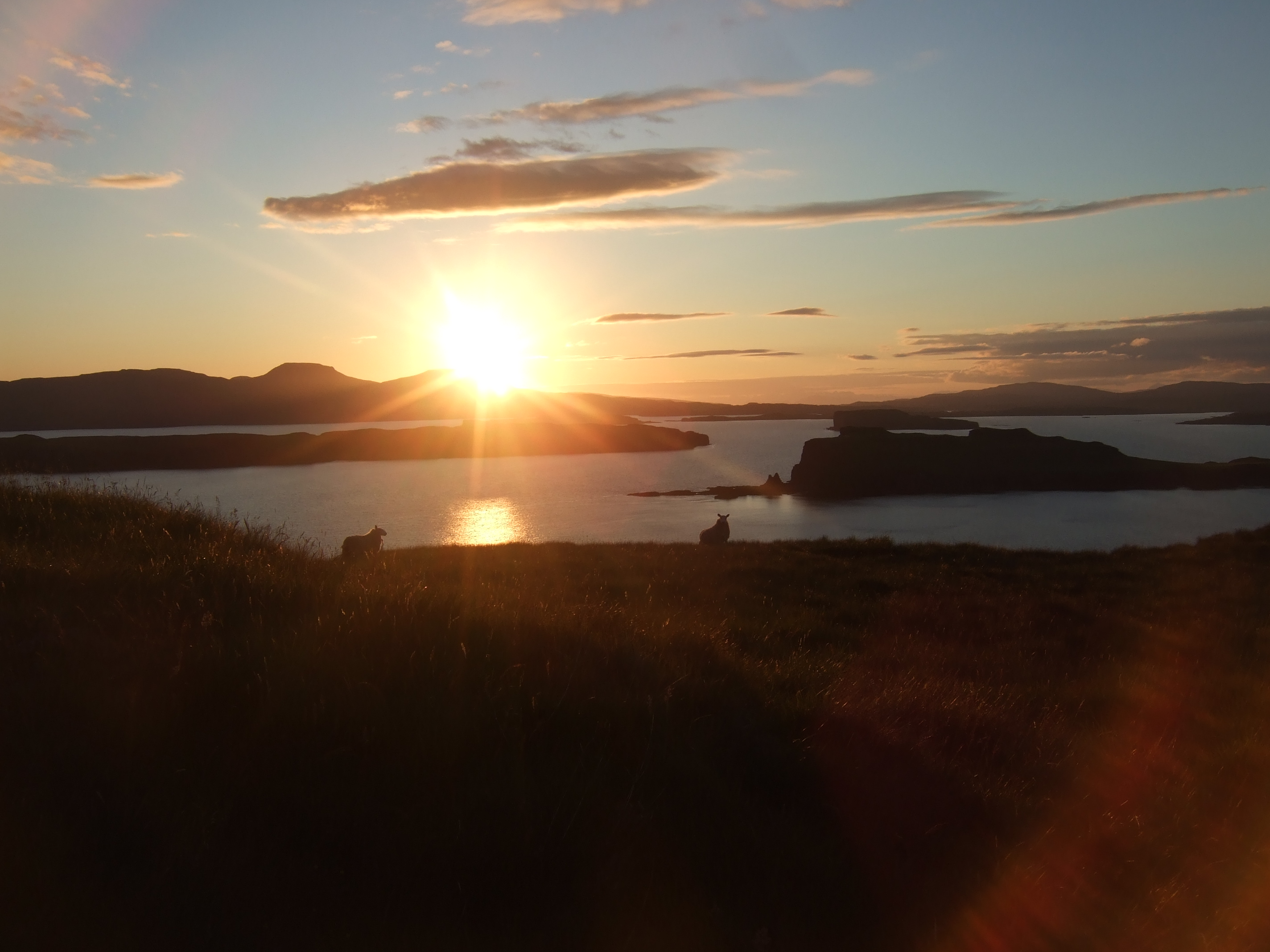
Loch Bracadale

Loch Bracadale (Schots-Gaelisch: Loch Bracadail) is een inham aan de westkust van het Schotse eiland Skye. Op de westelijke oever van Loch Bracadale liggen de dorpen Roag, Vatten, Harlosh, Ose en Bracadale. Op de zuidelijke oever ligt het dorp Fiskavaig.